# Good Old-Fashioned Lover Boy
«Good Old-Fashioned Lover Boy» és el tercer senzill i la vuitena cançó de l'àlbum A Day at the Races de Queen. Escrita per Freddie Mercury, la cançó es va llançar com a senzill l'any 1977. «Good Old-Fashioned Lover Boy» està inspirada en music-hall, una forma d'espectacle popular durant l'època victoriana.